# Calamus spectabilis
Calamus spectabilis är en enhjärtbladig växtart som beskrevs av Carl Ludwig von Blume. Calamus spectabilis ingår i släktet Calamus och familjen Arecaceae. Inga underarter finns listade i Catalogue of Life.